# 안녕 도오쿄
"안녕 도오쿄"는 한국에서 제작된 문여송 감독의 1985년 드라마 영화이다. 최선아 등이 주연으로 출연하였고 김화식 등이 제작에 참여하였다.

## 출연

### 주연
- 최선아
- 이수진
- 하재영
- 최병철
- 이일웅
- 손창호 (언급되지 않음)

## 제작진
- 제작: 김화식
- 기획: 김여진, 김동진
- 각본: 허진
- 촬영: 이석기
- 조명: 마용천
- 음악: 최창권
- 편집: 현동춘
- 편집보: 강명완
- 녹음: 한양녹음실
  - 녹음: 김성찬
  - 효과: 김재희
- 제작부장: 김이철
- 촬영보: 허문영, 이명재
- 조명보: 이두환
- 감독보: 하주택
- 감독: 문여송